# Резолюция 224 на Съвета за сигурност на ООН
Резолюция 224 на Съвета за сигурност на ООН е приета единодушно на 14 октомври 1966 г. по повод молбата на Ботсвана за членство в ООН. С Резолюция 224 Съветът за сигурност препоръчва на Общото събрание на ООН Ботсвана да бъде приета за член на Организацията на обединените нации.